# Christian Roos (Bischof)

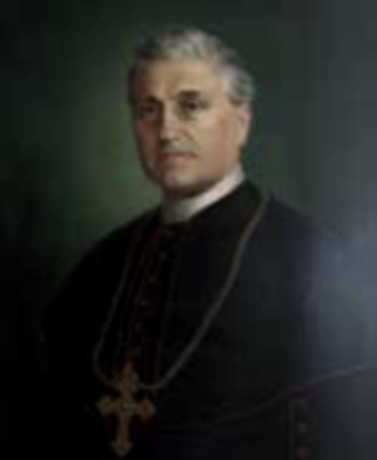
Johann Christian Roos, 1826–1896, Bischof von Limburg (1885–1886)

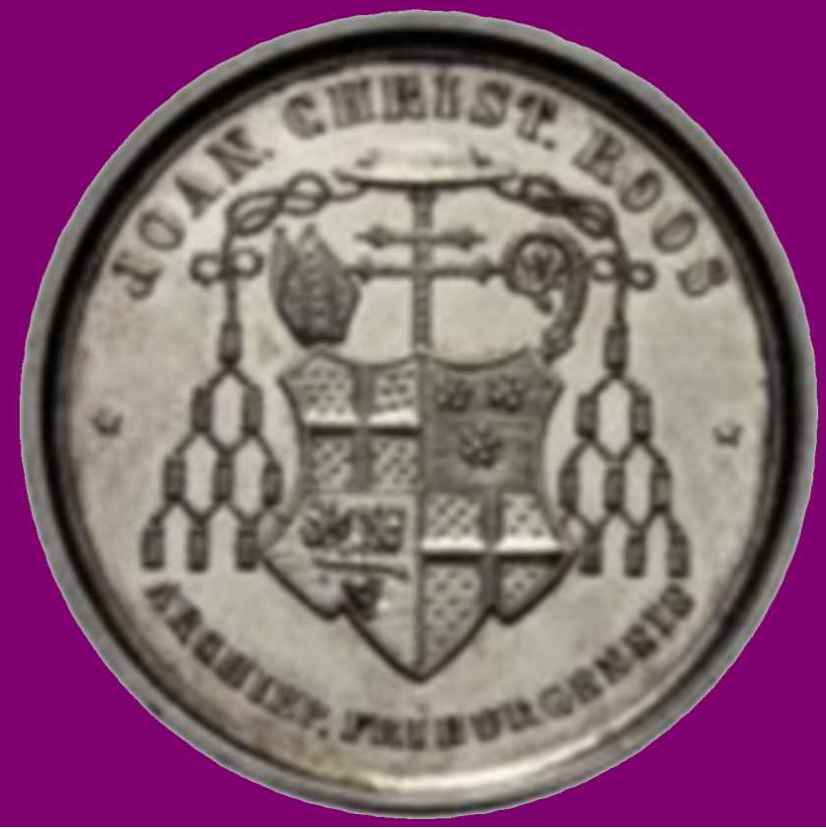
Erzbischofswappen auf einer Gedenkmedaille zur Inthronisation in Freiburg (1886)

Erzbischofswappen

Johannes Christian Roos (* 28. April 1826 in Kamp am Rhein; † 22. Oktober 1896 in Freiburg im Breisgau) war ein deutscher Geistlicher, von 1885 bis 1886 römisch-katholischer Bischof von Limburg und von 1886 bis 1896 Erzbischof von Freiburg.

## Leben
Roos wurde in Kamp am Rhein als eines von dreizehn Kindern einer katholischen Winzerfamilie geboren. Er studierte nach seinen Schulbesuchen in Boppard, Weilburg und Hadamar Theologie in München und Bonn. Während seines Studiums verbrachte er seine Ferien bei den Redemptoristen des Klosters Bornhofen, der ersten Ordensniederlassung im Bistum Limburg nach der Säkularisation. Er besuchte das Priesterseminar Limburg und empfing am 22. August 1853 in Limburg das Sakrament der Priesterweihe. Im Anschluss war er als Kaplan in Frankfurt am Main, Ransel und Oberlahnstein tätig. 1856 wurde er Pfarrer in Hochheim. Auf Betreiben des sozial engagierten Pfarrers siedelte sich hier die Gemeinschaft der Armen Dienstmägde Jesu Christi (umgangssprachlich: Dernbacher Schwestern) an. Sie sollten in der Folgezeit pflegerische Aufgaben übernehmen.
Im Jahr 1860 wurde er von Bischof Peter Josef Blum zum Sekretär bestellt. Nach weiteren Tätigkeiten als Domvikar und Stadtkaplan sowie als Subregens und später Regens des Priesterseminars wurde er 1868 Stadtpfarrer von Limburg und damit Mitglied des Domkapitels. Ab 1864 war er Professor für Pastoraltheologie in Limburg. Der 1856 begründete Kontakt zur Gemeinschaft der Dernbacher Schwestern – der ersten Gemeinschaftsgründung des Bistums – hatte Bestand. Deren ehemaliger Superior und damaliger bischöflicher Kommissar Johann Jakob Wittayer starb 1881. Daraufhin wurde Roos der Bischöfliche Kommissar für die Schwestern bis zu seiner Bischofswahl. Er sollte sie in dieser und seiner späteren Funktion als Bischof sehr fördern.
Am 19. Februar 1885 wurde er als Nachfolger von Peter Josef Blum zum Bischof von Limburg bestimmt und am 27. März desselben Jahres von Papst Leo XIII. bestätigt. Die Bischofsweihe spendete ihm der Bischof von Fulda, Georg von Kopp, am 17. Mai 1885; Mitkonsekratoren waren Daniel Wilhelm Sommerwerck, der Bischof von Hildesheim, und Michael Felix Korum, der Bischof von Trier. Am 2. Juni 1886 wurde er zum fünften Erzbischof von Freiburg bestellt und am 27. Juli desselben Jahres von Papst Leo XIII. bestätigt. Die Inthronisation fand am 21. September 1886 statt.
Im Jahr 1890 wurde Roos als Ehrenmitglied in die KDStV Hercynia Freiburg im Breisgau aufgenommen. Er nahm seinen Bischofskaplan Lorenz Werthmann mit nach Freiburg. Dort initiierte Roos die Gründung der Caritas, als deren offizieller Gründer heute Werthmann gilt.